# Göran Rosenberg
Göran Jakob Rosenberg (ur. 11 października 1948 w Södertälje) – szwedzki dziennikarz. Doctor honoris causa uniwersytetu w Göteborgu.

## Życiorys
Urodził się w Södertälje w rodzinie polskich emigrantów z Łodzi, jako syn Dawida i Haliny Rosenberg. Rodzice Görana byli więźniami obozu koncentracyjnego. Do Szwecji wyemigrowali w 1947.
Jest ojcem szwedzkiej aktorki Vanny Rosenberg.
Studiował filozofię, matematykę, nauki polityczne i dziennikarstwo. W latach 1979–1985 był prezenterem programów publicystycznych. W latach 1985–1989 pracował jako korespondent w Waszyngtonie dla szwedzkiej telewizji TV2. W 1990 założył miesięcznik "Moderna Tider" ("Współczesność") którego był szefem do 1999. Pod tym samym tytułem powstał telewizyjny program publicystyczny w TV3. Od 1991 do 2011 pisał dla szwedzkiego dziennika Dagens Nyheter. W latach 2011-2023 współpracował ze stacją radiową Sveriges Radio.

## Filmografia
- film dokumentalny "Den svarta staden med det vita huset"
- film dokumentalny "Goethe och Ghetto"

## Nagrody

### Filmy dokumentalne
- 1996: Czeski Kryształ za dokument pt."Goethe och Ghetto" ("Goethe i getto") na Międzynarodowym Festiwalu Filmowym w Pradze
- 1990: Złota Nimfa za najlepszy dokument pt."Den svarta staden med det vita huset" ("Czarne miasto z białym domem"na Międzynarodowym Festiwalu Produkcji TV w Monte Carlo.

### Literatura
- 1999 – Lotten von Kræmers pris (100 000 koron szwedzkich)[4]

## Twórczość
- 2012: "Ett kort uppehåll på vägen från Auschwitz"
- 2006: "Utan facit"
- 2004: "Plikten, profiten och konsten att vara människa"
- 2002: "Det förlorade landet - en personlig historia"
- 2000: "Tankar om journalistik"
- 1994: "Da Capo al Fine"
- 1993: "Medborgaren som försvann"
- 1991: "Friare kan ingen vara : den amerikanska idén från revolution till Reagan"